# St. Nikolaus (Kiel)

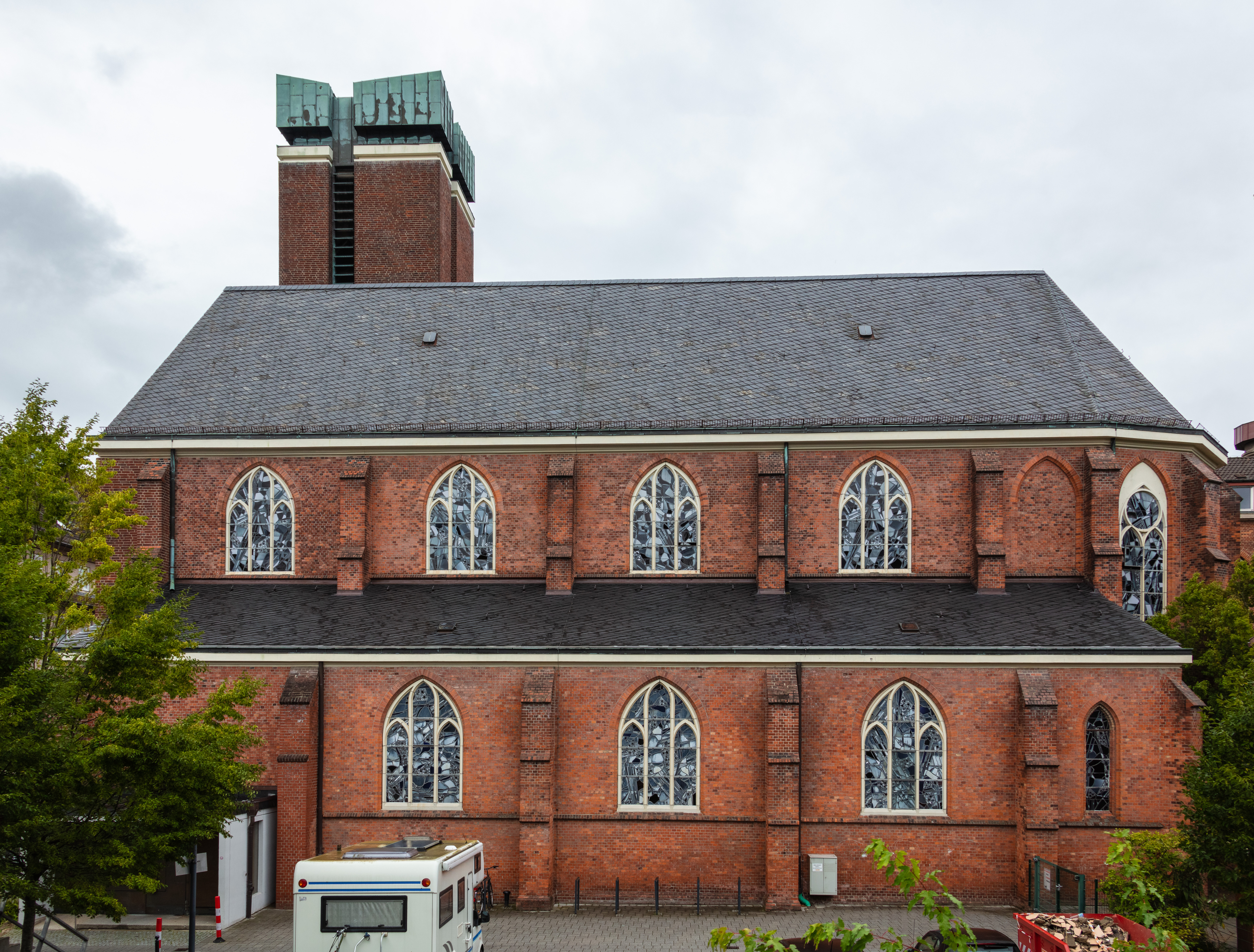
St. Nikolaus

Die Propsteikirche St. Nikolaus in Kiel ist die älteste römisch-katholische Kirche der Stadt. Die Gemeinde gehört heute zum 1995 gegründeten Erzbistum Hamburg, davor war sie Teil des Bistums Osnabrück.

## Geschichte

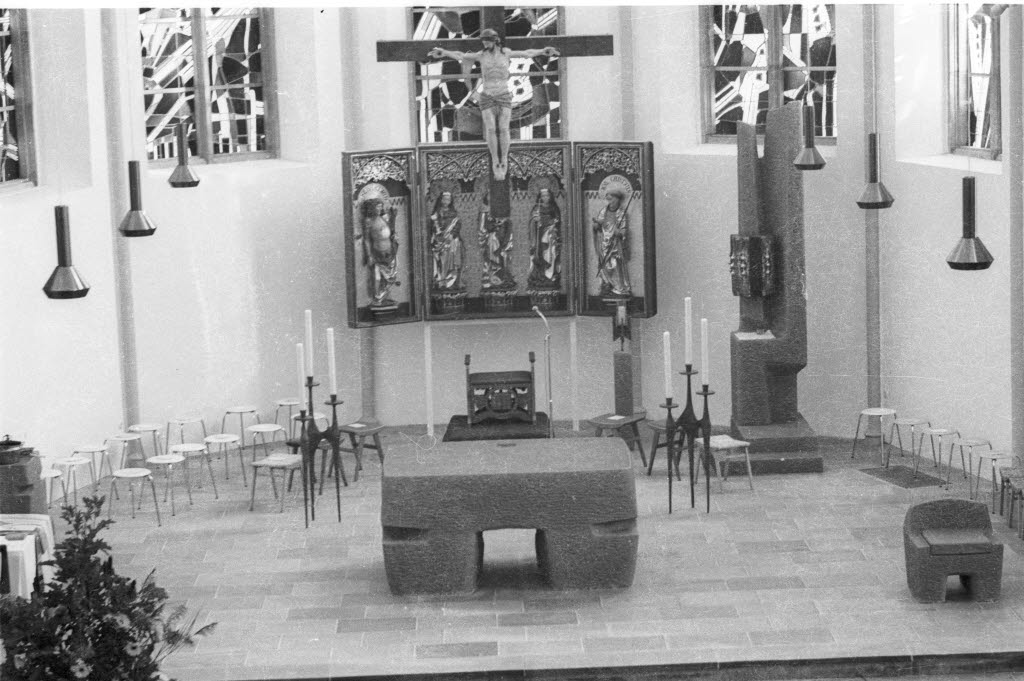
Altarraum mit Flügelaltar 1967

Innenansicht

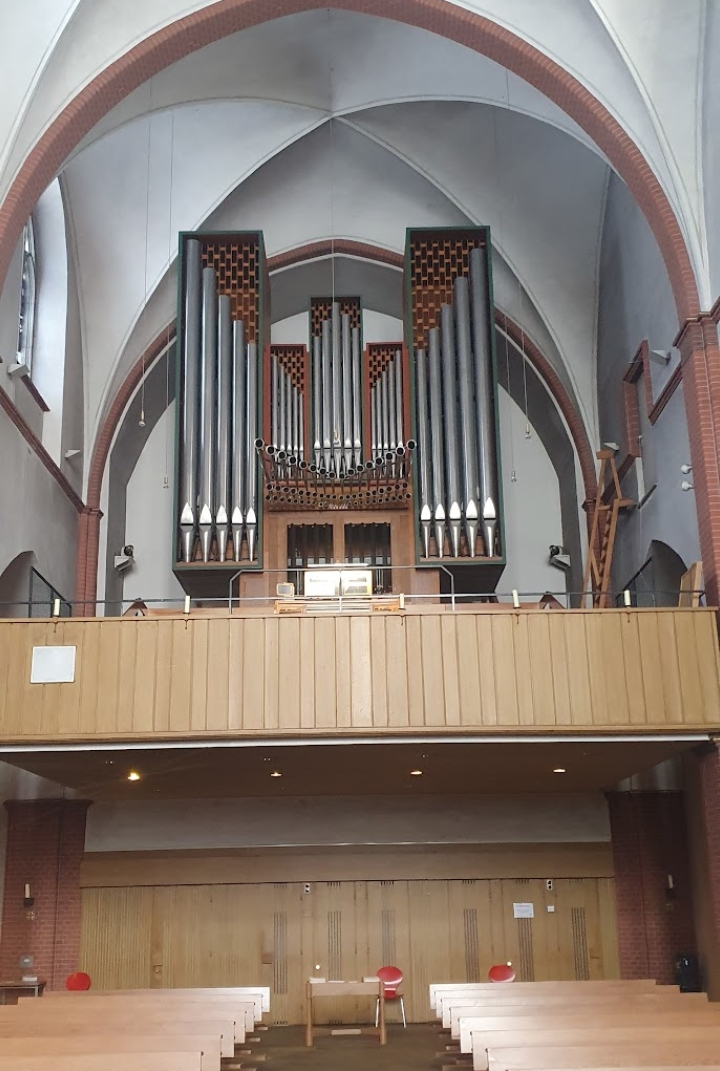
Orgel

Nachdem sich in Kiel bereits 1794–1798 die erste katholische Gemeinde nach der Reformation gebildet hatte, hielt der französische Migrantenpriester Abbé Dupé ab 1798 erste katholische Gottesdienste ab. Nach langem Ringen genehmigte die zuständige Regierung des Herzogtums Holstein dann 1841 einen kleinen eigenen Kirchenbau am Sophienblatt, der nicht erhalten ist.
Der Bau der deutlich größeren St.-Nikolaus-Kirche nach Plänen von Arnold Güldenpfennig wurde 1890 durch den Kieler Architekten Bornatsch begonnen. Sie wurde in unmittelbarer Nähe zum Kieler Rathaus als dreischiffiger basilikaler Ziegelsteinbau im neugotischen Stil mit polygonaler Apsis errichtet und 1893 vom Osnabrücker Bischof Bernhard Höting geweiht. Die Kirche wurde 1943 im Zweiten Weltkrieg durch Bomben zerstört und bis 1966/67 von Otto Schnittger wiederaufgebaut. Die Nordwestfassade und der Turm wurden dabei völlig neu gestaltet.

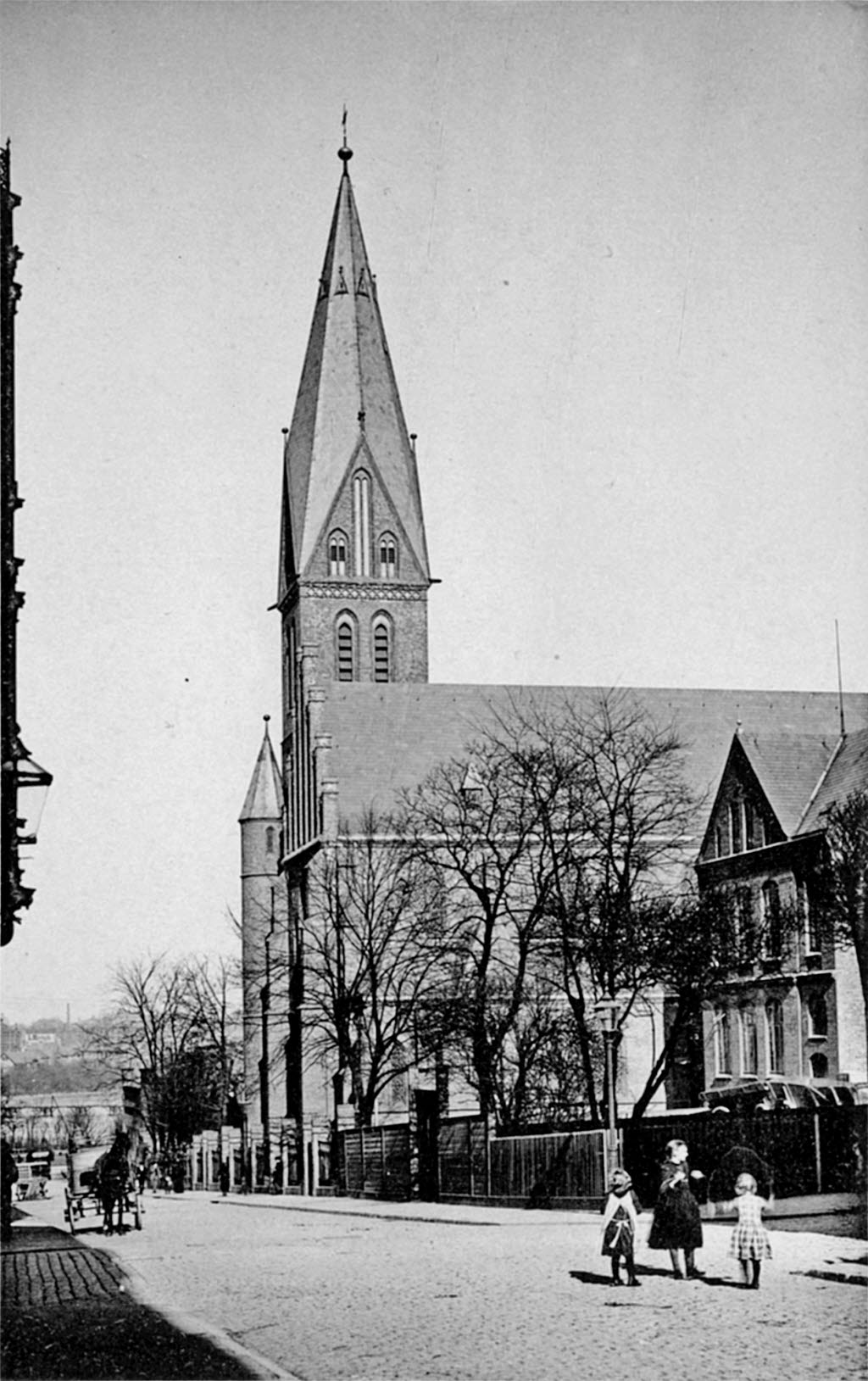
St. Nikolaus um 1893
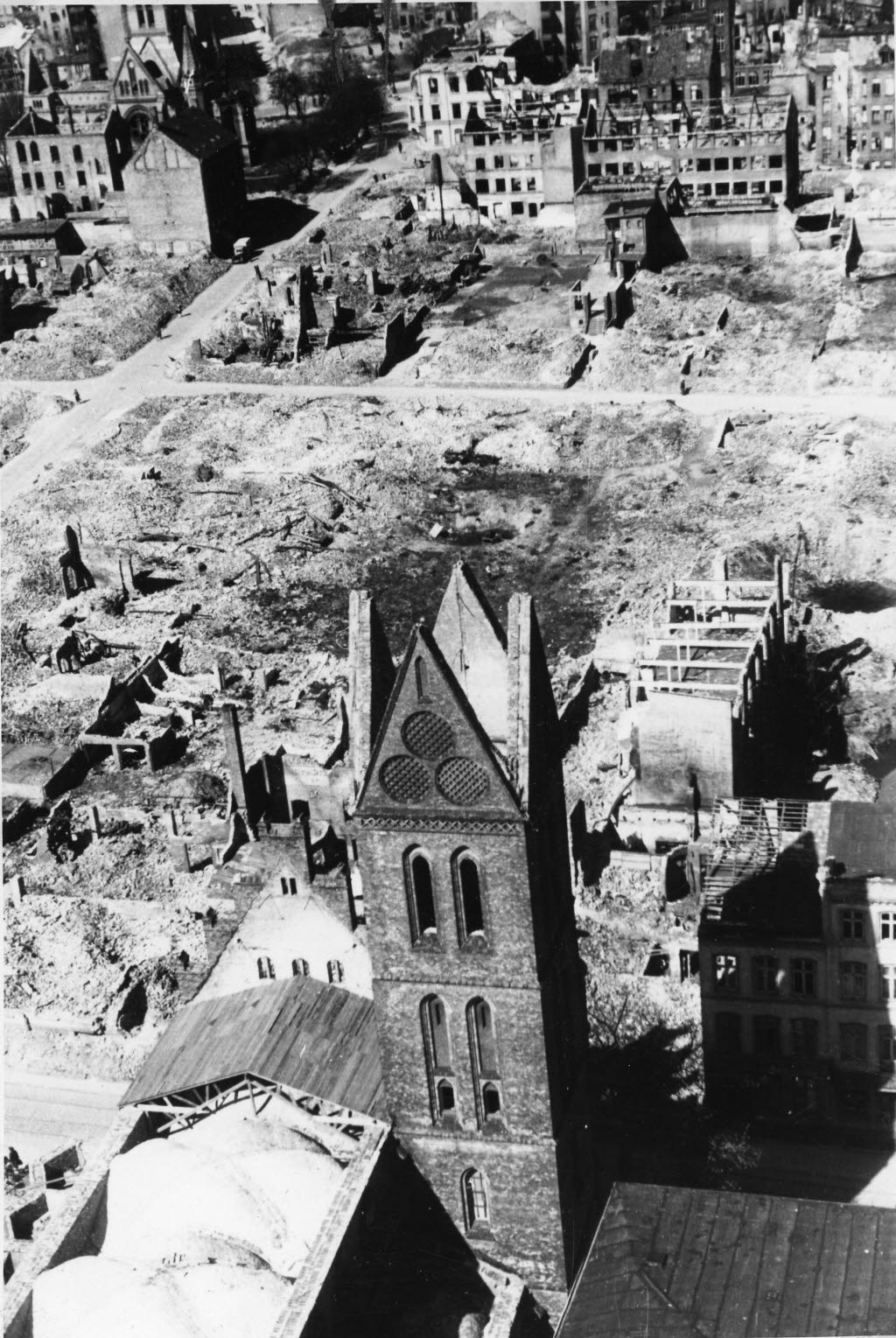
Blick vom Rathausturm (1946) auf die Waisenhofstraße und Dammstraße
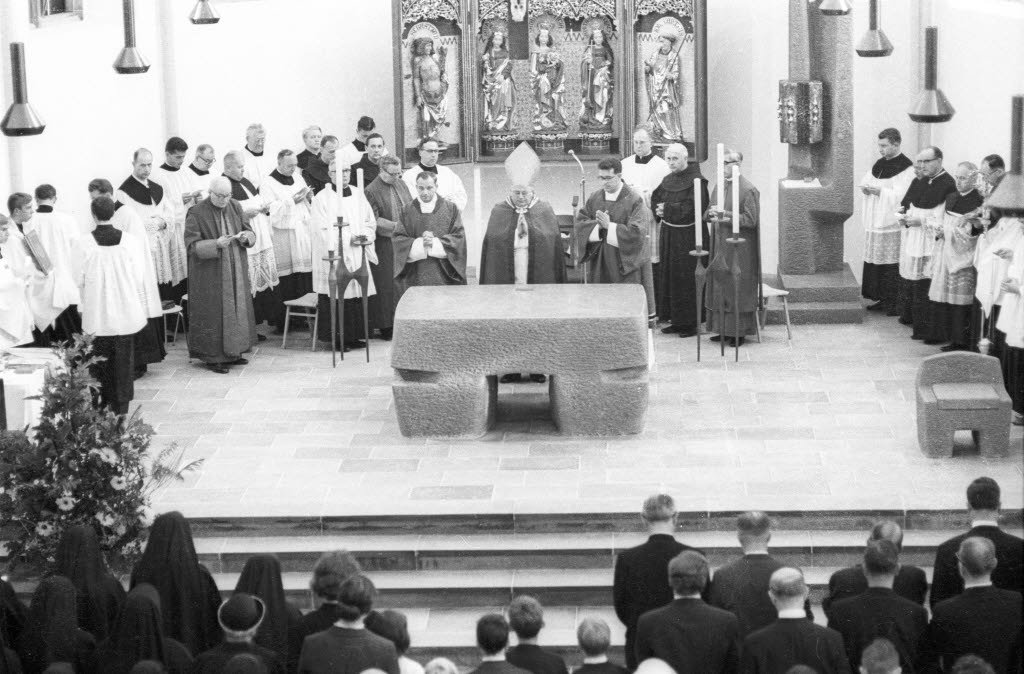
Weihe der wiederaufgebauten Kirche 1967
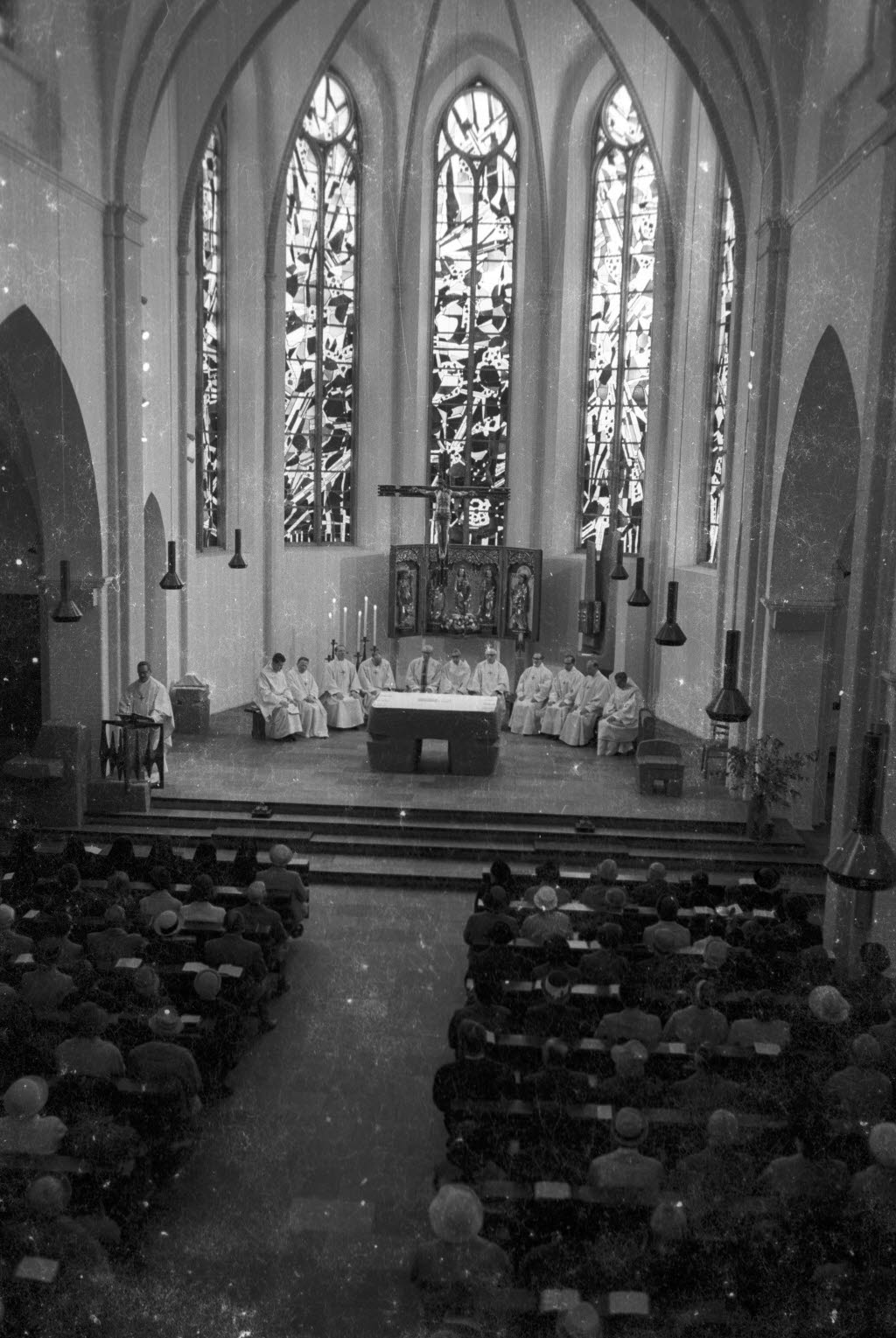
Festgottesdienst zum 75-jährigen Weihejubiläum

## Ausstattung
Das kunsthistorisch bedeutendste Werk ist der Flügelaltar aus dem Jahre 1515. Im geöffneten Zustand zeigt er in der Mitte Figuren der Muttergottes mit dem Jesuskind, der heiligen Barbara und der heiligen Margarethe. Im linken Seitenflügel befindet sich eine Figur des heiligen Sebastian und auf der rechten Seite eine des heiligen Johannes Cantius.
Im geschlossenen Zustand sind auf den Außenseiten der Flügel Malereien zu sehen, die Szenen aus dem Leben des heiligen Nikolaus zeigen. Die Herkunft des Flügelaltars, der dem niederrheinischen Kunstkreis zugerechnet wird, ist heute nicht mehr eindeutig zu klären. Er wurde der Gemeinde im Zuge des Kirchenneubaus 1890 geschenkt.
Als Triumphkreuz wurde ein Corpus des frühen 16. Jahrhunderts an einem neuen Brettkreuz aufgehängt. Das Vesperbild in der nordwestlichen Seitenkapelle stammt aus dem 17. oder 18. Jahrhundert.
Altar, Ambo und Tabernakel wurden 1967 vom Bildhauer Paul Brandenburg aus Anröchter Stein geschaffen.
Die Kirche verfügt über eine 1971 eingebaute dreimanualige Orgel mit zunächst 34 Registern aus der Wilhelmshavener Orgelbauwerkstatt Alfred Führer. 2015 erfolgte eine Überholung und Erweiterung auf 39 Register durch Paschen Kiel Orgelbau.

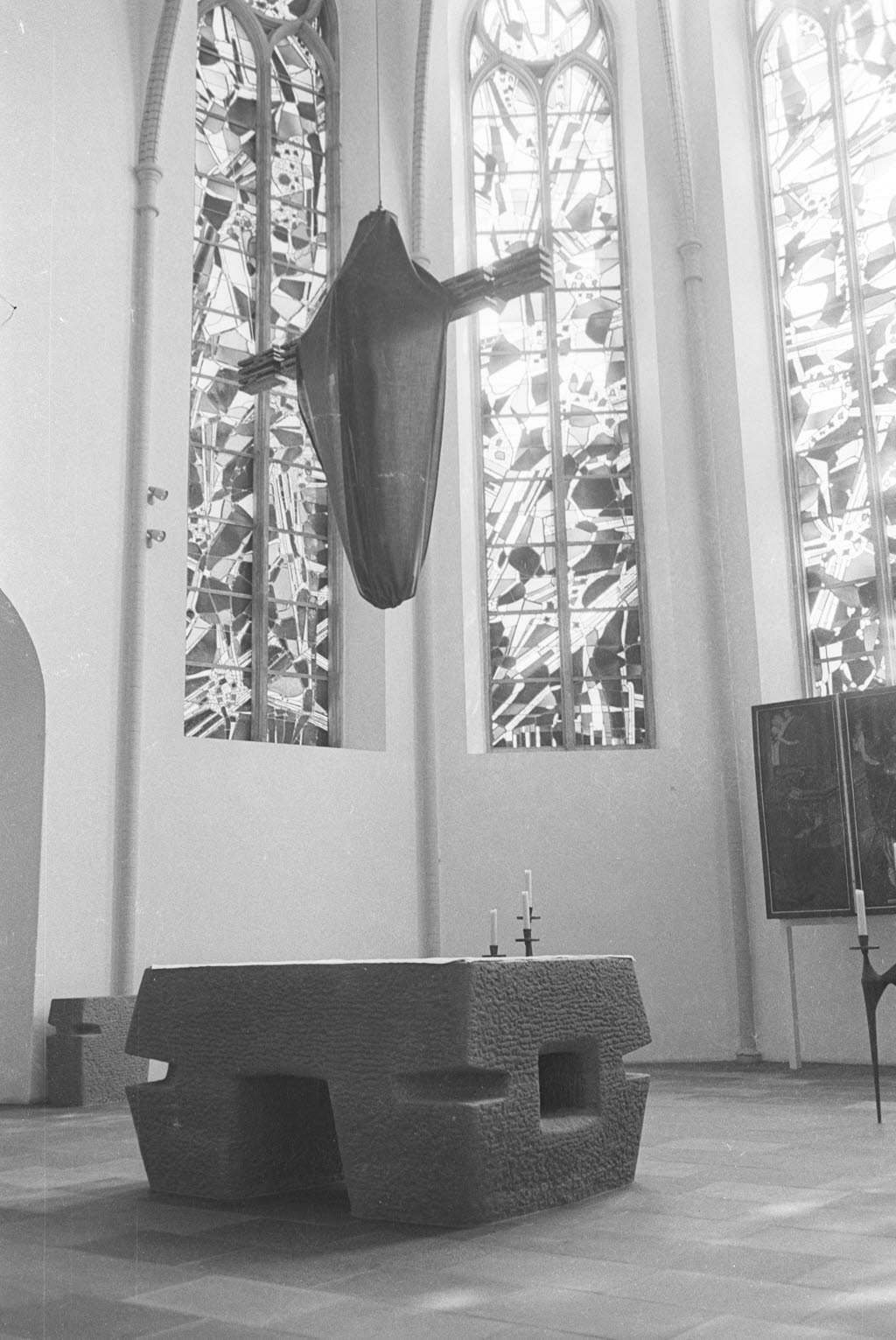
Altar 1968
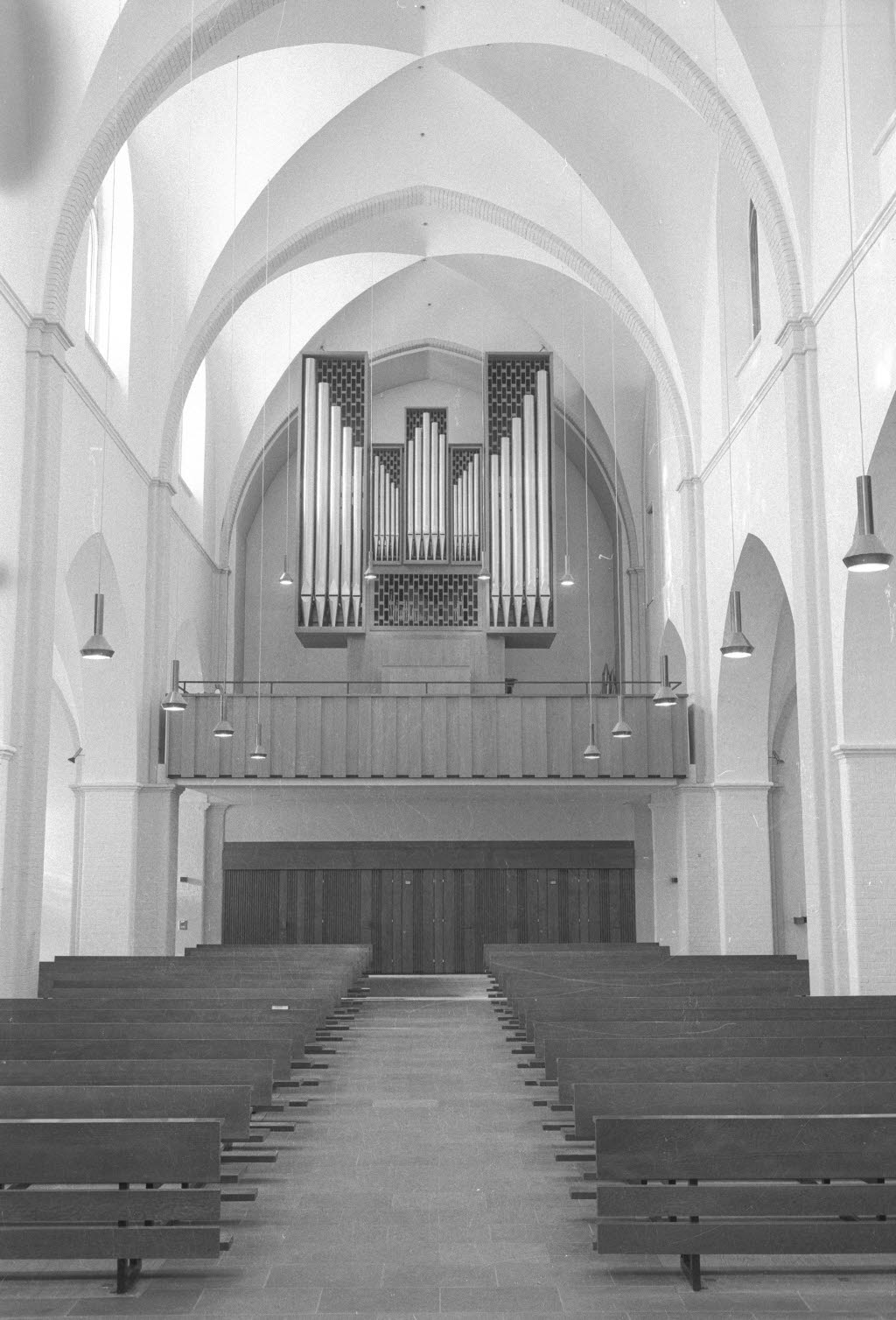
Orgel 1971

### KirchenKAI
Auf dem Gelände der Gemeinde befindet sich zur Rathausstraße hin der KirchenKAI. Dieses Glasgebäude ist einer der Orte der katholischen Citypastoral Kiel.
In ihm finden v. a. seelsorgliche Gesprächsangebote, Kunstausstellungen und Vorträge statt. Das markante Gebäude entstand 2004 nach einem Entwurf des Kieler Architekten Manfred Nagel und wurde 2006 vom Kieler Beirat für Stadtgestaltung als Bauwerk ausgezeichnet.

## Glocken
Der Turm von St. Nikolaus trägt das größte und schwerste Stahlgeläut der Stadt Kiel. Es wurde 1950 vom Bochumer Verein für Gussstahlfabrikationen gegossen. Die Schlagtöne der vier Stahlglocken erklingen in der Melodielinie des Idealquartetts: h° d' e' g'. Das volle Geläut der Glocken erklingt nur zu besonderen Anlässen.

## Seelsorger
Der derzeitige Propst Dr. Jürgen Wätjer wurde im Oktober 2023 Domkapitular in sein Amt als Pfarrer der Pfarrei Franz von Assisi eingeführt. Seine Vorgänger waren Domkapitular Dr. Thomas Benner (2018–2023), sowie Leo Sunderdiek (1993–2018, + 7.5.2023), die beiden zudem Dekan für Schleswig-Holstein waren.

## Pfarreizugehörigkeit
Die Propsteigemeinde St. Nikolaus ist Teil der am 30. November 2014 neu errichteten Pfarrei Franz von Assisi, Kiel. Zu dieser gehören zehn Kirchen des ehemaligen (aufgelösten) katholischen Dekanats Kiel. (Die Begriffe „Filialkirche“ und „Pfarrkirche“ finden in den neu errichteten Pfarreien des Erzbistums Hamburg keine Anwendung mehr.)
Zusammen mit den katholischen Einrichtungen und Verbänden Kiels bildet sie den Pastoralen Raum Kiel.

## Bildmotiv
Eine Darstellung der St.-Nikolaus-Kirche wurde als Motiv auf dem Kieler Weihnachtsbecher 1997 verwendet.